# Васильев-Юмин, Виктор Владимирович
Виктор Владимирович Васильев-Юмин (род. 1 февраля 1940, Ленинград, РСФСР, СССР) — советский и российский актёр, народный артист Российской Федерации (1996).

## Биография
Родился 1 февраля 1940 года в Ленинграде. В 1965 году окончил Ленинградский государственный институт театра, музыки и кинематографии.
С 1972 года работал в Драматическом театре Северного флота. Первой ролью артиста стала роль Андрея в пьесе «В добрый час». В апреле 1987 года удостоился почётного звания «Заслуженный артист РСФСР», а в 1996 году стал обладателем звания «Народный артист Российской Федерации». В 2002 году покинул театр.
С 2002 года Виктор Владимирович играет в Русском драматическом театре Черноморского флота имени Б. А. Лавренёва, а также снимается в кино. Одной из недавних ролей артиста на экране является роль в комедийном сериале «Сваты».

## Роли в театре
- «История одной любви» К. Симонова — Марков
- «Протокол одного заседания» А. Гельмана — Потапов
- «На бойком месте» А. Островского — Бессудный
- «Изобретательные любовники» Ж. Ф. Реньяра — Жеронт
- «Пер Гюнт» Г. Ибсена — Пер Гюнт
- «Отец» А. Стриндберга — Ротмистр
- «Собор Парижской богоматери» В. Гюго — Клод Фролло
- «Ты нужен морю» А. Штейна — Миничев
- «Деревья умирают стоя» А. Касоны — Сеньор Бальбоа

## Награды
- Заслуженный артист РСФСР (20 апреля 1987)
- Народный артист Российской Федерации (1996)[3]